# Richard Ingrams
Pour les articles homonymes, voir Ingram.
Richard Reid Ingrams, né le 19 août 1937 à Chelsea (Londres), est un journaliste anglais, cofondateur et deuxième rédacteur en chef du magazine satirique britannique Private Eye et également rédacteur en chef et fondateur du magazine Oldie. Il a quitté ce dernier poste à la fin du mois de mai 2014.

## Carrière
Avec notamment Willie Rushton, Ingrams fonde Private Eye en 1962 et succède au rédacteur en chef Christopher Booker en 1963. C'était un cas classique, a-t-il affirmé sur Desert Island Discs en 2008, du "réseau de vieux garçons". Private Eye faisait partie du boom de la satire du début des années 1960, qui comprenait aussi l'émission télévisée That Was The Week That Was, pour laquelle Ingrams a écrit, et la discothèque The Establishment, dirigée par Peter Cook. Lorsque Private Eye a eu des problèmes financiers, Cook a pu acquérir une participation majoritaire dans ce produit à l'existence alors brève mais qui était une réussite financière.

## Publications de Richard Ingrams

### Comme auteur
- Mrs Wilson's Diary (avec John Wells) 1965
- Mrs Wilson's Second Diary (avec John Wells) 1966
- Mrs Wilson's Diaries (avec John Wells) 1967
- The Tale of Driver Grope (avec Ralph Steadman) 1969
- The Bible for Motorists: By Old Jowett (avec Barry Fantoni) 1970
- Harris in Wonderland: By Philip Reid (pseudonyme d'Ingrams et Andrew Osmond) 1973
- God's Apology: A Chronicle of Three Friends 1977
- Goldenballs 1979
- Dear Bill: The Collected Letters of Denis Thatcher (avec John Wells) 1980
- Romney Marsh and the Royal Military Canal (avec Fay Godwin) 1980
- The Other Half: Further Letters of Denis Thatcher (avec John Wells) 1981
- One for the Road (avec John Wells) 1982
- Piper's Places: John Piper in England & Wales (avec John Piper) 1983
- My Round! (avec John Wells) 1983
- Bottoms Up! (avec John Wells) 1984
- Down the Hatch! (avec John Wells) 1985
- John Stewart Collis: A Memoir 1986
- Just the One (avec John Wells) 1986
- The Best of "Dear Bill" (avec John Wells) 1986
- Mud in Your Eye! (avec John Wells) 1987
- You Might as Well be Dead 1988
- Still Going Strong (avec John Wells) 1988
- The Ridgeway: Europe's Oldest Road 1988
- Number 10 (avec John Wells) 1989
- On and On (avec John Wells) 1990
- Muggeridge: The Biography 1995
- My Friend Footy: A Memoir of Paul Foot 2005
- The Life and Adventures of William Cobbett 2005
- Quips and Quotes: A Journalist's Commonplace Book 2011
- Ludo and the Power of the Book: Ludovic Kennedy's Campaigns for Justice 2017